# Мисево
Мисево — село в Лискинском районе Воронежской области.
Входит в состав Ковалёвского сельского поселения.

## География

### Улицы
- ул. Ветеранов